# 马蹄金星蕨
马蹄金星蕨（学名：Parathelypteris cystopteroides），为金星蕨科金星蕨属下的一个植物种。